# Thomas-Henrik Søfteland
Thomas-Henrik Søfteland (29 december 1990) is een voormalig Noorse langebaanschaatser. Hij staat bekend als een stayer.

## Records

### Persoonlijke records
| Afstand      | Tijd     | Datum            | Baan      |
| ------------ | -------- | ---------------- | --------- |
| 500 meter    | 39,91    | 17 maart 2012    | Calgary   |
| 1000 meter   | 1.15,56  | 17 maart 2012    | Calgary   |
| 1500 meter   | 1.51,30  | 18 maart 2012    | Calgary   |
| 3000 meter   | 3.50,62  | 28 februari 2015 | Hamar     |
| 5000 meter   | 6.28,72  | 30 januari 2016  | Stavanger |
| 10.000 meter | 13.16,94 | 11 februari 2016 | Kolomna   |

## Resultaten
| Jaar | WK Afstanden         | Wereldbeker |
| ---- | -------------------- | ----------- |
| 2012 |                      | 0p 5k/10k   |
| 2013 |                      | 40e 5k/10k  |
|      |                      |             |
| 2016 | 16e 5000m 7e 10.000m | 23e 5k/10k  |
| 2017 |                      | 27e 5k/10k  |
| 2018 |                      | 0p 5k/10k   |